# Batizovce
Bastizovce (in ungherese Batizfalva, in tedesco Botzdorf) è un comune della Slovacchia facente parte del distretto di Poprad, nella regione di Prešov.
Il villaggio fu menzionato per la prima volta nel 1264.